# Le Père Duchesne (Révolution française)
Pour les articles homonymes, voir Duchesne et Le Père Duchesne.
Le Père Duchesne est le titre de différents journaux qui ont paru sous plusieurs plumes durant la Révolution française. Le plus populaire était celui de Jacques-René Hébert, qui en a fait paraître 385 numéros de septembre 1790 jusqu’à onze jours avant sa mort à la guillotine, survenue le 4 germinal An II (24 mars 1794).

## Histoire
Né dans les foires du XVIIIe siècle, le père Duchesne était un personnage type représentant l’homme du peuple toujours empressé à dénoncer les abus et les injustices. 
On trouve ce personnage imaginaire, véritable stéréotype, dans un texte intitulé Le Plat de Carnaval ainsi qu’un opuscule anonyme de février 1789 intitulé Voyage du père Duchesne à Versailles ou La Colère du père Duchesne, à l’aspect des abus, la même année:40. Cette même année, plusieurs pamphlets avaient été publiés sous ce nom. 
En 1790, un employé de la poste aux lettres du nom d’Antoine-François Lemaire et l’abbé Jean-Charles Jumel (nommé rédacteur en chef le 20 décembre 1790) avaient lancé des journaux ayant recours au pseudonyme fictif du père Duchesne, situé rue du Vieux-Colombier. En septembre 1790, Hébert commence sa série chez l'imprimeur Tremblay. Un troisième père Duchesne parut sous la direction de l'abbé Robin, lié au club des Cordeliers et dit « de la place Henri IV », également dirigé par un ecclésiastique, et ancien censeur royal, qui débute le 17 février 1791, imprimé par Anne Félicité Colombe,.
Une concurrence parfois féroce naît entre ces différentes publications plus ou moins homonymes, à coup d'invectives et de plagiats. On trouve même des « Mère Duchesne ». Mais c'est celui d’Hébert, que les colporteurs de rue vendaient en criant : « Il est bougrement en colère aujourd’hui le père Duchesne ! », et qui s’est distingué par la violence qui a caractérisé son style.
De 1790 à 1791, le père Duchesne était constitutionnel et faisait l’éloge du roi et de La Fayette, blâmant Marie-Antoinette et Marat et réservant ses foudres à l’abbé Maury grand défenseur de l’autorité pontificale contre la constitution civile du clergé:66. Le gouvernement a fait imprimer en 1792 certains de ses numéros aux dépens de la République afin de les faire distribuer dans les armées, en vue de sortir les soldats d’une torpeur jugée dangereuse pour le salut de la chose publique.
À l’origine, la publication, effectuée chez l’imprimeur Denis Tremblay, se faisait sur huit pages non numérotées dans le format in-8°, paraissant quatre fois par décade et coûtant cinquante sous par mois. La première page de chaque numéro était surmontée d’une vignette représentant le père Duchesne une pipe et une carotte de tabac à la main avec cette épigraphe : « Je suis le véritable père Duchesne, foutre. » et deux croix de Malte de chaque côté. Le numérotage du journal commença au premier numéro de janvier 1791. À partir du numéro 13, il copie la vignette (cf. ci-dessous) d’un autre père Duchesne, celui de Jumel, qui se publiait rue du Vieux-Colombier, qui représente un homme à moustache, sabre au côté et une hache levée sur un prêtre qui le supplie à deux mains et auquel il adresse la menace « memento mori » : ce prêtre figure l'abbé Maury, principale cible de Hébert. À la fin de chaque feuille sont deux fourneaux, dont l’un est renversé. Ce dernier emblème représentait la profession du père Duchesne, qui se disait vieux marchand de fourneaux. 
À partir du numéro 138, Hébert se sépare de son éditeur Tremblay qui publie lui-même quelques contrefaçons:50. Une fois Hébert guillotiné, ses ennemis soulagés s’en donneront à cœur joie avec des parodies comme la Grande Colère du père Duchesne, en voyant tomber sa tête par la fenêtre nationale. D’autres, tel Saint-Venant avec « Moustache sans peur », s’efforceront d’écrire dans l’esprit du temps avec de nouvelles parodies dans le même style ordurier qui le caractérisait. Lebon en publia un en 1797:12. Damane publia trente-deux numéros sous ce nom à Commune-Affranchie.

## Style

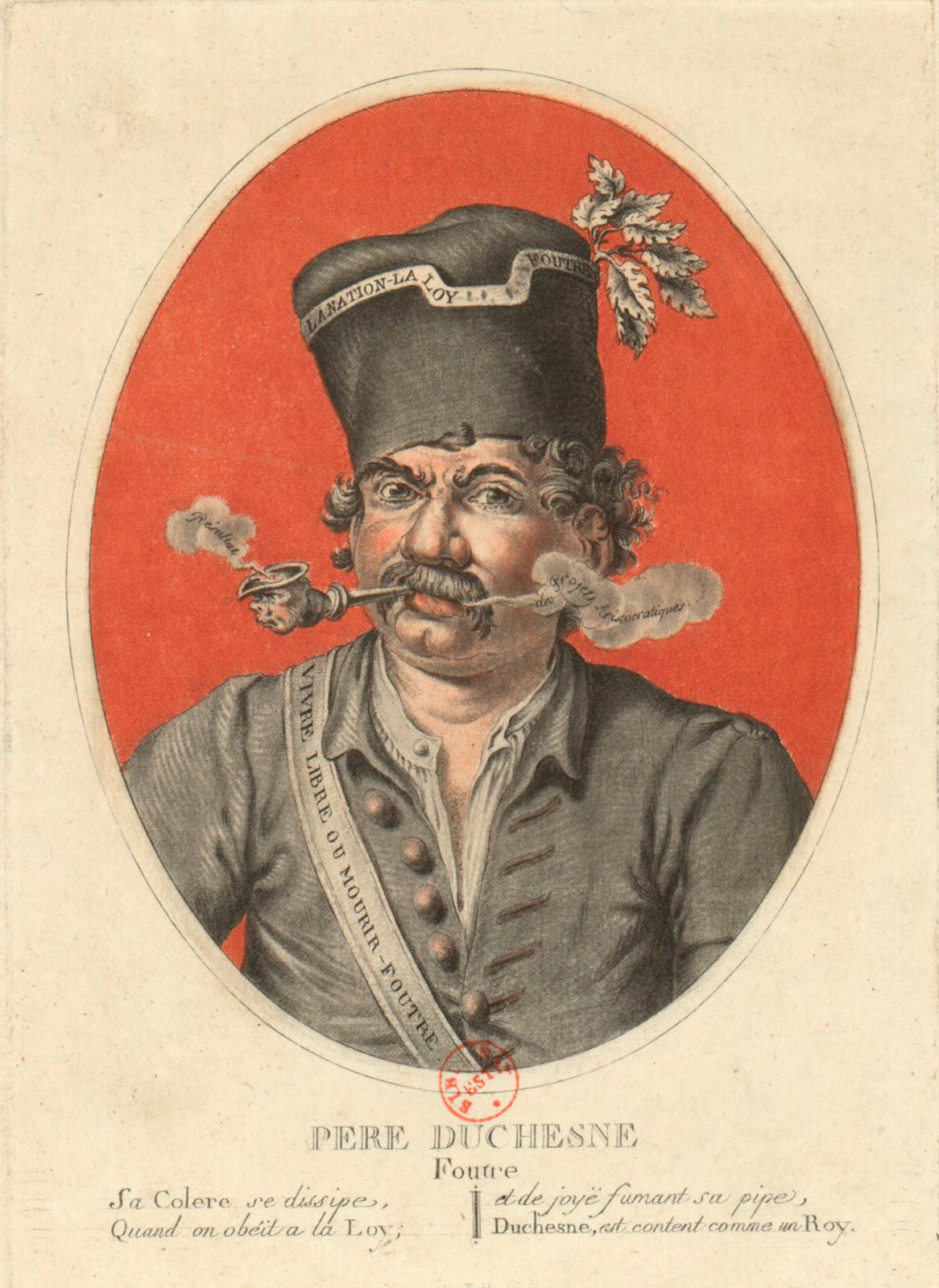
Père Duchesne foutre..., estampe rehaussée, auteur anonyme, vers 1790, BNF.

Destinés à être criés dans les rues, les sommaires qui précédaient les numéros du Père Duchesne étaient conçus en termes propres à piquer la curiosité publique. Ainsi, on criait : « La grande colère du père Duchesne contre le ci-devant comte de Mirabeau, qui a foutu au nez de l’Assemblée nationale une motion contraire aux intérêts du peuple. » — « Les bons avis du père Duchesne à la femme du roi, et sa grande colère contre les jean-foutre qui lui conseillent de partir et d’enlever le dauphin. »
Être signalé comme ennemi de la république dans le Père Duchesne se soldait souvent par une fin à la guillotine. Celui-ci n’hésitait, en effet, jamais à demander, selon ses termes, que le « carrosse à trente-six portières » emmène tel ou tel « crapaud du Marais » « éternuer dans le sac », « demander l’heure au vasistas », « essayer la cravate à Capet »:3-4.

Le père Duchesne exprime sa joie à la nouvelle de la reprise de Toulon, en décembre 1793, en ces termes : 

« Quelles carmagnoles on vous fait danser, Autrichiens, Prussiens, Anglais !... Brigands couronnés, ours du Nord, tigre d’Allemagne, vous croyiez qu’il n’y avait qu’à se baisser et à prendre des villes !... Victoire, foutre ! victoire ! Aristocrates, que vous allez manger de fromage ! Sans-culottes, réjouissez-vous ; chantez, buvez à la santé de nos braves guerriers et de la Convention. Nos ennemis sont à quia. Toulon est repris, foutre ! Brigands couronnés, mangeurs d’hommes, princes, rois, empereurs, pape, qui vous disputez les lambeaux de la République, tous vos projets s’en vont ainsi en eau de boudin… »

## Postérité
Après la mort d’Hébert, le titre a reparu avec toutes sortes de variantes (La Mère Duchesne, Les Fils du père Duchesne, etc.) au moins une centaine de fois depuis 1790, notamment pendant la révolution de 1848 et la Commune de Paris de 1871. Il a ainsi paru, du 6 mars au 22 mai 1871, sous la plume d’Eugène Vermersch, Maxime Vuillaume et Alphonse Humbert, 68 livraisons du Père Duchêne. Il a également paru, du 20 avril au 24 mai 1871, dix numéros du Fils du père Duchêne illustré.
À partir de la fin du XIXe siècle, père Duchesne devient une figure blanquiste puis anarchiste avec La Chanson du Père Duchesne, composition anonyme de 1892 encore en vogue chez les militants des années 1960. 
Par ailleurs, une grande partie des expressions du Père Duchesne d’Hébert sont passées dans l’usage courant ou argotique : 
- les mots « daron » et « daronne » pour désigner Louis XVI et Marie-Antoinette ;
- les expressions « avoir du plomb dans la tête », « foutre le camp », « faire la pluie et le beau temps », et « n’y voir que du feu ».

## Iconographie

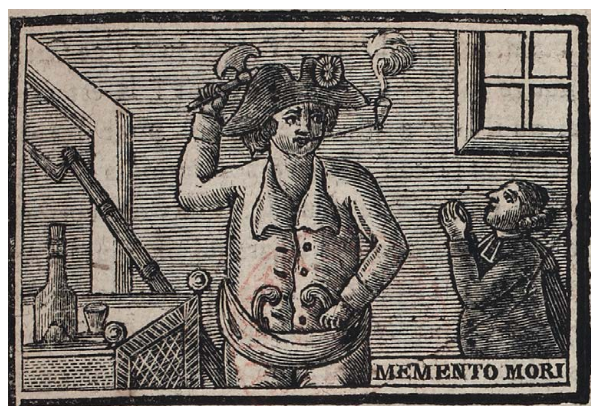
Gravure sur bois, vignette du père Duchesne en memento mori, figurant à partir du no 13 de Je suis le véritable père Duchesne, foutre ! édité par Hébert (début 1791)[15].
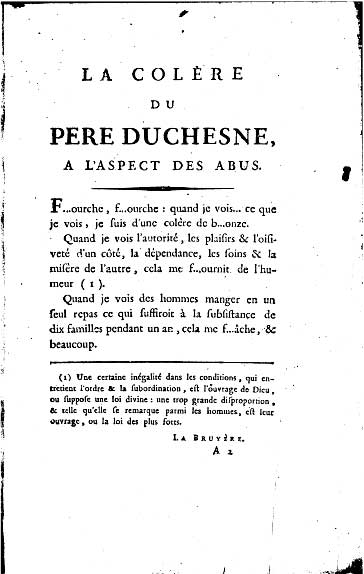
Un devancier du Père Duchesne en 1789.
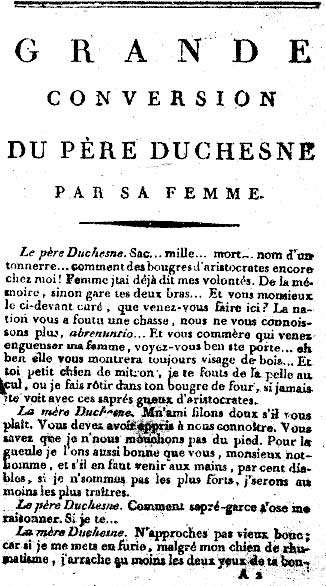
Texte inspiré par le Père Duchesne.
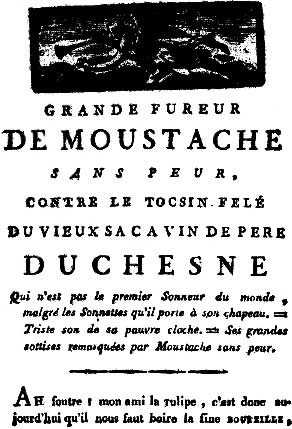
Un continuateur du Père Duchesne en 1796.

## Chanson
COMPLAINTE DU PÈRE DUCHESNE
Air : C’est aujourd’hui mon jour de barbe ;
Ou, Vaudeville de la soirée orageuse
Comme quoi le père Duchesne s’est trompé de chemin.
1er Couplet
O vous tous témoins de ma mort
Si je suis ici, c’est ma faute :
Je comptais sur un autre sort
Hélas ! Je comptais sur un autre sort
Je me suis vu pris comme un sot
Et cette misérable affaire,
Me fait monter à l’échafaud,
Croyant monter au ministère
Comme quoi le père Duchesne sera dedans
2e Couplet
Grâces à mes efforts nouveaux
La guerre seroit allumée
Si la flamme de mes fourneaux
Ne s’étoit changée en fumée ;
En flattant mon projet maudit,
D’une réussite parfaite,
J’avois déjà perdu l’esprit
Aujourd’hui je perdrai la tête.

## Sources primaires

### Textes en ligne
- Grande colère du père Duchesne contre les jean-foutres de calomniateurs des Dames de la Halle, & des bouquetières du Palais-Royal, au sujet du beau discours qu’elles ont fait au roi, Hébert, Paris (lire en ligne sur Gallica).
- La grande colère du père Duchesne contre le palefrenier Houchard qui a tourné casaque à la Sans-Culotterie, Paris, septembre 1793 (lire en ligne), chap. 290.
- Grande conversion du père Duchesne par sa femme, Paris (lire en ligne sur Gallica).
- J. R. Hébert, auteur du père Duchesne, à Camille Desmoulins et compagnie, Paris (lire en ligne sur Gallica).
- Je suis le véritable père Duchesne, foutre !, Paris (lire en ligne sur Gallica).
- L’indignation du père Duchesne contre l’indissolubricité du mariage, et sa motion pour le divorce, Paris (lire en ligne sur Gallica).
- Philippe d’Orléans, le ci-devant comte de Mirabeau, jugé par le père Duchesne sur la procédure du Chastelet, Paris (lire en ligne sur Gallica).
- La Grande Joie du père Duchesne, au sujet de l’ordre qu’il reçut de Versailles, d’aller refaire les fourneaux du roi, Arras, Imprimerie de H. Schoutheer, 1870.
- Le Père Duchesne arrêté par les mouchards et délivré par le compère Mathieu, Paris, De l’Imprimerie du père Duchesne, 1791.
- Le Père Duchesne sur Gallica.
- Numéros 260 à 355 sur scribd.

### Livraisons du père Duchesne n’émanant pas de Jacques Hébert
- La Colère du père Duchesne, à l’aspect des abus, Paris, [s.n.], 1789, 14 p. (lire en ligne sur Gallica).

### Livraisons contre Jacques Hébert
- Godefroy Saint-Venant, Grande fureur de Moustache sans peur, contre le tocsin fêlé du vieux sac à vin de Père Duchesne, Paris, de l'impr. de St.-Venant, 179-, 8 p. (lire en ligne sur Gallica).
- Lettre d’un sans-culotte, maçon de son métier, et bâtard de père en fils, au père Duchesne, Paris, 1793, 4 p. (lire en ligne sur Gallica).

### Livraisons du père Duchesne contre Jacques Hébert
- La Grande Colère du père Duchesne, en voyant tomber sa tête par la fenêtre nationale, par Le père Duchêne, Paris, G.-F. Galletti, 1794 p. (lire en ligne sur Gallica).
- Arrivée du père Duchesne et compagnie aux enfers, suivie de sa complainte, par Le père Duchêne, Paris, de l’impr. de Chemin, 1794, 8 p. (lire en ligne sur Gallica).

### Autres publications contre Jacques Hébert
- Pierre Turbat, Vie privée et politique de J.-R. Hébert, auteur du père Duchesne : pour faire suite au Vies de Manuel, Pétion, Brissot et d’Orléans, Paris, impr. de Franklin, rue de Cléry, N°. 75, 1794, 35 p. (lire en ligne sur Gallica).
- Procès des conspirateurs Hébert, Ronsin, Vincent et complices : condamnés à la peine de mort part le Tribunal Révolutionnaire, le 4 germinal, l’an 2 de la République et exécutés le même jour : suivi du précis de la vie du père Duchesne, Paris, Imprimerie du Tribunal révolutionnaire, Caillot, 1794.